# Floyd McDaniel
Floyd Edward „Butter“ McDaniel  (* 21. Juli 1915 in Athens (Alabama); † 22. Juli 1995 in Chicago) war ein US-amerikanischer Gitarrist und Sänger im Bereich von Blues, Jazz, Rhythm & Blues und Doo-Wop.
McDaniel kam mit 15 Jahren nach Chicago und begann seine Karriere 1933 in der Jug-Band The Rhythm Rascals, die ihr Debüt bei der Weltausstellung in Chicago hatten. Ein Talentscout für den Cotton Club entdeckte ihn bei einem Auftritt im New Yorker Apollo Theater, was zu einem längeren Engagement als Leiter der Cotton Club Tramp Band führte; Aufnahmen entstanden 1937 mit The Tramp Band (mit Lester „Pinky“ Johnson und Al Cowans). Von 1941 bis 1954 spielte er in der Chicagoer Jump-Blues-Gruppe The Four Blazes (in wechselnden Besetzungen mit Paul Lindsley „Jelly“ Holt, Tommy Braden,  Ernie Harper, William „Shorty“ Hill, später als Five Blazers), die Ende der 50er-Jahre auch als Begleitband von Sam Cooke fungierten. Die Four Blazes veröffentlichten auf Aristocrat (Chicago Boogie, 1947) und United Artists Records erfolgreich mehrere 78er wie Night Train/Rug Cutter, Perfect Woman, Please Send Her Back to Me, Mary Jo (#1 der R&B-Charts 1952), All Night Long und Please Send Her Back to Me/Stop Boogie Woogie (1952) bzw. als Five Blazes die Single Chicago Boogie/Dedicated to You. Nach Auflösung der Five Blazes kaufte McDaniels eine Bar in Chicago.
Im folgenden Jahrzehnt gehörte McDaniel einer Rockband an; in den 1970er-Jahren trat als Gitarrist mit einer der als Ink Spots firmierenden Revival-Gruppen auf. In den 1980er-Jahren spielte er mit Willie Dixon im Big Three Trio. Aufnahmen entstanden 1991 für Delmark Records mit der Band The Blues Swingers, geleitet von dem Tenorsaxophonisten Dave Clark, stilistisch angelehnt am Blues und Rhythm & Blues der 40er-Jahre (Let Your Hair Down!, Delmark). Kurz vor seinem Tod trat Floyd McDaniel 1994 auf dem Bremer Bluesfestival Breminale auf. Er starb einen Tag nach seinem achtzigsten Geburtstag auf dem Dan Ryan Expressway an den Folgen eines Herzinfarktes. 1997 erschien bei Delmark posthum McDaniels Album West Side Baby (Live in Europe).